# Ramani Durvasula

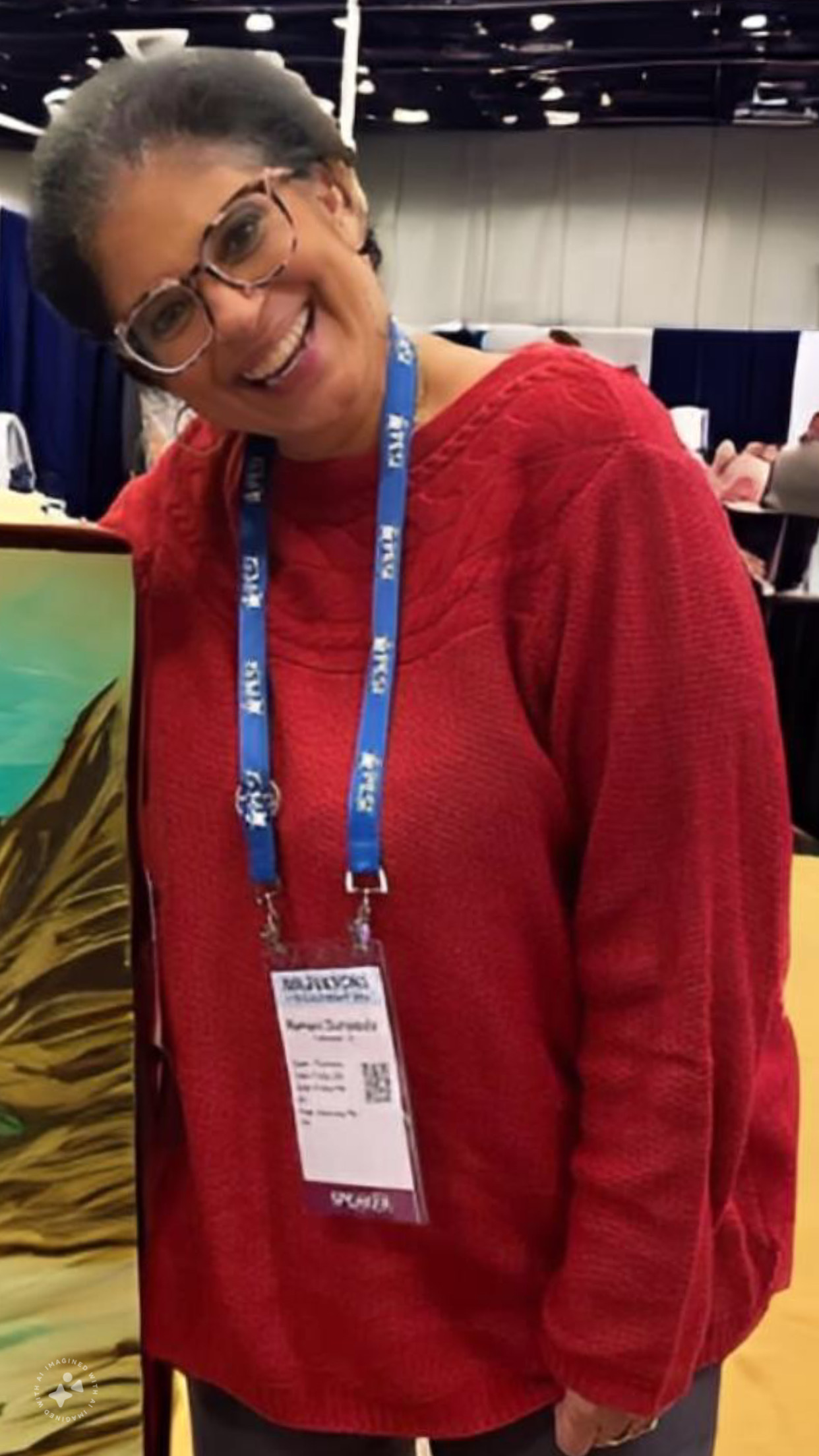
Ramani Durvasula (2023)

Ramani Suryakantham Durvasula (* 30. Dezember 1965 in Englewood, New Jersey) ist eine US-amerikanische klinische Psychologin und Autorin. Sie trat in verschiedenen Medien wegen ihres Fachwissens über Persönlichkeitsstörungen auf, darunter auf Bravo, History Channel, National Geographic sowie den Sendungen TODAY show, Good Morning America und weiteren im History Channel.

## Studium
Im Jahr 1989 erhielt Durvasula den Bachelor of Science in Psychologie der Universität von Connecticut. Sie hat den Master of Arts in Psychologie und den Doktor der Philosophie in klinischer Psychologie der Universität von California, Los Angeles (UCLA) aus dem Jahr 1997.

## Leben
Durvasula hat eine Privatpraxis in Santa Monica und eine andere in Sherman Oaks, Los Angeles. Sie ist außerdem Professorin für Psychologie an der California State University und Gastprofessorin für Psychologie an der Universität von Johannesburg. Zu den von ihr verfassten Büchern gehören: Should I Stay or Should I Go: Surviving a Relationship With a Narcissist und You Are WHY You Eat: Change Your Food Attitude, Change Your Life, sowie von Experten begutachtete Zeitschriftenartikel, Buchkapitel und Konferenzbeiträge.
Durvasula erschien zum ersten Mal in einer Folge von Remote Control im Fernsehen. Sie war die Co-Moderatorin der Show My Shopping Addiction auf dem Sender Oxygen und hat den fachlichen Kommentar zur TODAY show und Good Morning America. In TV-Sendungen wie Bravo, Lifetime Movie Network, National Geographic, The History Channel, Discovery Science, und Investigation Discovery trat sie ebenfalls auf. Im Herbst 2010 spielte sie in der Bravo-Serie „Thintervention“, in der sie Gruppentherapiesitzungen leitete, um sechs Teilnehmern dabei zu helfen, die Ursache ihres übermäßigen Essens herauszufinden. Sie ist Co-Moderatorin des Podcasts Sexual Disorientation. Sie wurde auch auf Internet-Medienplattformen interviewt, insbesondere auf MedCircle und dem TONE Network. Sie hat trat auf bei TEDx Sedona und South by Southwest. In der American Psychological Association war sie von 2014 bis 2017 zunächst Mitglied des Ausschusses für sozioökonomischen Status, dessen Präsidentin dann ab 2016, und sie ist Mitglied des Advisory Board of the Minority Fellowship Program. Die National Institutes of Health haben ihre Forschung zu Persönlichkeitsstörungen finanziert; sie bewilligten ihr einen Zuschuss von 1,5 Millionen US-Dollar, um den Zusammenhang zwischen HIV und psychischen Erkrankungen zu untersuchen. Die vierjährige Studie mit 288 Patienten ergab, dass 92 Prozent der Teilnehmer Erfahrungen mit Depressionen, Medikamentenmissbrauch oder einer anderen Axis-I-Störungen gemacht hatten und dass fast die Hälfte die Kriterien für mindestens eines erfüllte Achse-II Störung (wie Antisoziale Persönlichkeitsstörung, Borderline-Persönlichkeitsstörung oder narzisstische Persönlichkeitsstörung).

## Auszeichnungen
Im Jahr 2003 erhielt Durvasula den „Emerging Scholar“-Award der Amerikanischen Vereinigung der Universitätsfrauen und den „Distinguished Woman“-Award von der CSULA. An der California State University wurde sie 2012 zur herausragenden Professorin des Jahres ernannt.

## Privates
Durvasula hat eine Schwester und zog 1991 nach Los Angeles. Am 31. August 1996 heiratete sie Charles Hinkin, mit dem sie zwei Töchter hat. Das Ehepaar trennte sich 2008 und ließ sich im folgenden Jahr scheiden.
In einem Interview über Verhütung berichtete Durvasula, dass sie mit Mitte 20 anfing, mit ihrem Gewicht zu kämpfen. Nachdem sie Kinder bekommen hatte, veranlasste sie der Stress, ihre Karriere und ihr Privatleben in Einklang zu bringen, indem sie "Trost" in der Nahrung suchte. Die anderen Mütter an der Schule ihrer Tochter, von denen sie sagt, dass sie im Allgemeinen schlank waren, waren ihr gegenüber unfreundlich. In Vorbereitung auf eine Hochzeit probierte sie mehrere Saris an, die ihr ihre Mutter aus Indien mitgebracht hatte, aber keiner von ihnen passte. Tränenreich verpflichtete sie sich, Gewicht zu verlieren, ging täglich spazieren und aß kleinere Portionen und Produkte zu jeder Mahlzeit. In etwas mehr als einem Jahr nahm sie 32,5 Kilo ab.

## Filmographie
- Thintervention (2010) – starred[6]
- Red Table Talk (2019) – „Die Narzissmus-Epidemie“ (Gast)

## Podcasts
- GluckRadio (2013) – Episode 44[14]
- Sexual Disorientation with Dr. Ramani (2017–present)[15]
- Being Well with Dr. Rick Hanson – S3:EP44: „How to Deal with a Narcissist with Ramani Durvasula“ (2019)[14]

## Bibliografie

### Schriften
- Ramani S. Durvasula, Gaithri A. Mylvaganam: „Mental health of Asian Indians: Relevant issues and community implications“. Journal of Community Psychology. 22 (2): 97–108, April 1994. doi:10.1002/1520-6629(199404)22:2<97::AID-JCOP2290220206>3.0.CO;2
- Charles H. Hinkin, Wilfred G. van Gorp, Paul Satz, Thomas Marcotte, Ramani S. Durvasula, Stacey Wood, Lionel Campbell, Marc R. Baluda: „Actual versus Self-reported Cognitive Dysfunction in HIV-1 Infection: Memory-Metamemory Dissociations“. Journal of Clinical and Experimental Neuropsychology. 18 (3): 431–443, Juni 1996, doi:10.1080/01688639608408999. PMID 8877626.
- Marta Robinet, Mona N. Lam, Steven A. Castellon, Andrew J. Levine, David J. Hardy, Charles H. Hinkin, Ramani S. Durvasula, Karen I. Mason, Robert Schug: „ANPA ABSTRACTS“. The Journal of Neuropsychiatry and Clinical Neurosciences. 16 (2): 218–241, Mai 2004, doi:10.1176/jnp.16.2.218.
- Andrew J. Levine, Charles H. Hinkin, Sarah Marion, Allison Keuning, Steven A. Castellon, Mona N. Lam, Marta Robinet, Douglas Longshore, Thomas Newton, Hector Myers, Ramani S. Durvasula: „Adherence to antiretroviral medications in HIV: Differences in data collected via self-report and electronic monitoring“. Health Psychology. 25 (3): 329–335,  2006, doi:10.1037/0278-6133.25.3.329. PMID 16719604.
- Ramani S. Durvasula, Hector F. Myers, Karen I. Mason, Charles H. Hinkin: „Relationship between Alcohol Use/Abuse, HIV Infection and Neuropsychological Performance in African American Men“. Journal of Clinical and Experimental Neuropsychology. 28 (3): 383–404, 16. Februar 2007, doi:10.1080/13803390590935408. PMC 2891502 (freier Volltext). PMID 16618627.
- Charles H. Hinkin, Terry R. Barclay, Steven A. Castellon, Andrew J. Levine, Ramani S. Durvasula, Sarah D. Marion, Hector F. Myers, Douglas Longshore, „Drug Use and Medication Adherence among HIV-1 Infected Individuals“. AIDS and Behavior. 11 (2): 185–194, 29. Juli 2006, doi:10.1007/s10461-006-9152-0. PMC 2867605 (freier Volltext). PMID 16897351.
- Terry R. Barclay, Charles H. Hinkin; Steven A. Castellon, Karen I. Mason, M. J. Reinhard, S. D. Marion, Andrew J. Levine, Ramani S. Durvasula:  „Age-associated predictors of medication adherence in HIV-positive adults: health beliefs, self-efficacy, and neurocognitive status“. Health Psychology. 26 (1): 40–9, Januar 2007, doi:10.1037/0278-6133.26.1.40. PMC 2863998 (freier Volltext). PMID 17209696.
- Andrew J. Levine, Charles H. Hinkin, Steven A. Castellon, Karen I. Mason, Mona N. Lam, Adam Perkins, Marta Robinet, Douglas Longshore, Thomas Newton, Hector Myers, Ramani S. Durvasula, David J. Hardy: „Variations in Patterns of Highly Active Antiretroviral Therapy (HAART) Adherence“. AIDS and Behavior. 9 (3): 355–362, 9. August 2005, doi:10.1007/s10461-005-9009-y. PMID 16088365.
- Pamela C. Regan, Ramani S. Durvasula: „Predictors of Breast Cancer Screening in Asian and Latina University Students“. College Student Journal. 42 (4): 1152–1161, 30. November 2008, ISSN 0146-3934
- Mark L. Ettenhofer, Charles H. Hinkin, Steven A. Castellon, Ramani S. Durvasula, Jodi Ullman, Mona Lam, Hector Myers, Matthew J. Wright; Jessica Foley: „Aging, Neurocognition, and Medication Adherence in HIV Infection“. The American Journal of Geriatric Psychiatry. 17 (4): 281–290, April 2009, doi:10.1097/JGP.0b013e31819431bd. PMC 2679810 (freier Volltext). PMID 19307857.
- Ramani S. Durvasula, Eric N. Miller, Hector F. Myers, Gail E. Wyatt: „Predictors of Neuropsychological Performance in HIV Positive Women“. Journal of Clinical and Experimental Neuropsychology. 23 (2): 149–163, 9. August 2010, doi:10.1076/jcen.23.2.149.1211. PMID 11309669.
- Ramani Durvasula, Theodore R. Miller: „Substance Abuse Treatment in Persons with HIV/AIDS: Challenges in Managing Triple Diagnosis“. Behavioral Medicine (Washington, D.C.). 40 (2): 43–52, 2014, doi:10.1080/08964289.2013.866540. PMC 3999248 (freier Volltext). PMID 24274175.
- Ramani S. Durvasula: „HIV/AIDS in older women: unique challenges, unmet needs“. Behavioral Medicine (Washington, D.C.). 40 (3): 85–98, 4. August 2014, doi:10.1080/08964289.2014.893983. PMC 4152459 (freier Volltext). PMID 25090361.
- Pamela C. Regan, Ramani S. Durvasula: „A Brief Review of Intimate Partner Violence in the United States: Nature, Correlates, and Proposed Preventative Measures“. Interpersona: An International Journal on Personal Relationships. 9 (2): 127–134, 18. Dezember 2015, doi:10.5964/ijpr.v9i2.186.
- Philip Sayegh, Nicholas S. Thaler, Alyssa Arentoft, Taylor P. Kuhn, Daniel Schonfeld, Steven A. Castellon, Ramani S. Durvasula, Hector F. Myers, Charles H. Hinkin, Cornelia Duregger: „Medication adherence in HIV-positive African Americans: The roles of age, health beliefs, and sensation seeking“. Cogent Psychology. 3 (1), 1. Februar 2016, doi:10.1080/23311908.2015.1137207. PMC 5667904 (freier Volltext). PMID 29104879.
- Ramani S. Durvasula, Pamela C. Regan, Oscar Ureño, Lisa Howell: „Frequency of Cervical and Breast Cancer Screening Rates in a Multi-Ethnic Female College Sample“. Psychological Reports. 99 (2): 418–420, 31. August 2016, doi:10.2466/pr0.99.2.418-420. PMID 17153810.
- Alyssa M. Minnick, Fary M. Cachelin, Ramani S. Durvasula: „Personality Disorders and Psychological Functioning Among Latina Women with Eating Disorders“. Behavioral Medicine. 43 (3): 200–207, 2. August 2017, doi:10.1080/08964289.2016.1276429. PMC 6105924 (freier Volltext). PMID 28767016.
- Ramani S. Durvasula, Perry N. Halkitis: „Delineating the Interplay of Personality Disorders and Health“. Behavioral Medicine. 43 (3): 151–155, 3. Juli 2017, doi:10.1080/08964289.2017.1337400. PMC 6134178 (freier Volltext). PMID 28767019.
- Ramani S. Durvasaula: „Personality Disorders and Health: Lessons Learned and Future Directions“. Behavioral Medicine. 43 (3): 227–232, 2. August 2017, doi:10.1080/08964289.2017.1337403. PMC 6139668 (freier Volltext). PMID 28767011.
- Christian E. Ogaugwu, Qiuying Cheng, Annabeth Fieck, Ivy Hurwitz, Ravi Durvasula: „Characterization of a Lactococcus lactis promoter for heterologous protein production“. Biotechnology Reports. 17: 86–92. doi:10.1016/j.btre.2017.11.010, März 2018, PMC 5849866 (freier Volltext). PMID 29541600.
- Ramani S. Durvasula, J. Kelly, A. Schleyer, B. D. Anawalt, S. Somani, T. H. Dellit: „Standardized Review and Approval Process for High-Cost Medication Use Promotes Value-Based Care in a Large Academic Medical System“. American Health & Drug Benefits. 11 (2): 65–73, April 2018, PMC 5973244 (freier Volltext). PMID 29915640.
- Theodore R. Miller, Perry N. Halkitis, Ramani S. Durvasula: „A Biopsychosocial Approach to Managing HIV-Related Pain and Associated Substance Abuse in Older Adults: a Review“. Ageing International. 44 (1): 74–116, 12. Oktober 2018, doi:10.1007/s12126-018-9333-y.

### Zitierte Werke
- Durvasula, Ramani (2015). „Should I Stay Or Should I Go: Surviving A Relationship with a Narcissist“. Simon and Schuster. ISBN 978-1-61868-878-1.
- Durvasula, Ramani (2019). „‚Don't You Know Who I Am?‘ How to Stay Sane in an Era of Narcissism“, Entitlement, and Incivility. Post Hill Press. ISBN 978-1-68261-752-6

### Bücher
- You Are WHY You Eat: Change Your Food Attitude, Change Your Life (January 1, 2013)
- Should I Stay or Should I Go: Surviving A Relationship with a Narcissist (October 24, 2017)
- Mothers, Daughters, and Body Image: Learning to Love Ourselves as We Are (October 31, 2017) – with Hillary L. McBride
- Don’t You Know Who I Am: Staying Sane in an Era of Narcissism, Entitlement and Incivility (2019)
- It's not You: Identifying and Healing from Narcisstic People (February 20, 2024)